# Phytomyza alaskana
Phytomyza alaskana este o specie de muște din genul Phytomyza, familia Agromyzidae, descrisă de Griffiths în anul 1974. Conform Catalogue of Life specia Phytomyza alaskana nu are subspecii cunoscute.